# Batodromeus subulo
Batodromeus subulo är en insektsart som först beskrevs av Karsch 1893.  Batodromeus subulo ingår i släktet Batodromeus och familjen vårtbitare. Inga underarter finns listade i Catalogue of Life.